# Botia almorhae
Botia almorhae és una espècie de peix de la família dels cobítids i de l'ordre dels cipriniformes. És un peix d'aigua dolça, demersal i de clima tropical, el qual viu als rierols de substrat rocallós o de grava del Pakistan, l'Índia (Bihar, Rajasthan, Uttarakhand i Uttar Pradesh), el Nepal (els rius Petit Gandak i Gran Gandak), Bangladesh i Myanmar. Hom creu que és una espècie migratòria, ja que els joves es troben a altituds baixes i els adults a les altes.

## Morfologia

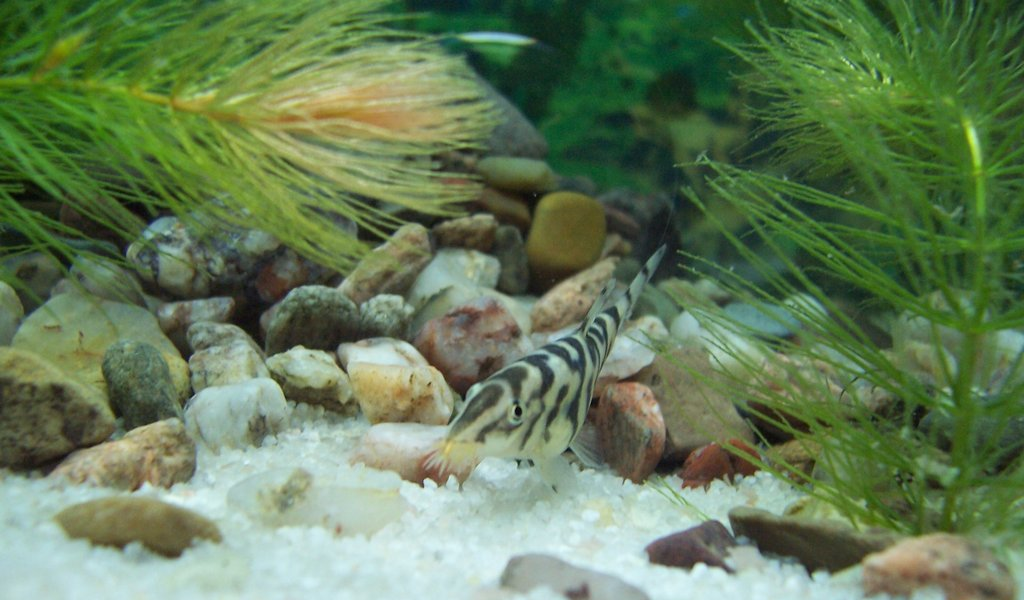
Botia almorhae

Té el cos fusiforme, de 15,5 cm de llargària màxima, de color beix clar amb el ventre blanc, sense escates, allargat, hidrodinàmic, comprimit lateralment i amb la part inferior plana. Té quatre barbetes sensorials a la boca (les inferiors molt petites). Posseeix una espina de dues puntes en posició obliqua a sota dels ulls, la qual és emprada com a defensa (per això, cal anar amb compte a l'hora de manipular-lo). Té un creixement bastant lent: Triga al voltant de 7 anys per arribar als sis o set centímetres de longitud. Presenta dimorfisme sexual: les femelles són més grosses que els mascles (poden arribar a ésser extremadament grasses quan són plenes d'ous) i els mascles presenten un enrogiment al voltant de les barbetes sensorials i de la boca.

## Ecologia
Es nodreix de cucs, larves, crustacis, matèria vegetal i caragols. És ovípar i no hi ha constància que s'hagi reproduït en captivitat. Les seues principals amenaces són la desforestació, la sedimentació, l'extracció d'àrids, la seua captura amb destinació al comerç internacional de peixos d'aquari i les explotacions mineres (pedreres, sobretot). És inofensiu per als humans, té una longevitat de més de 20 anys i no acostuma a forma grups amb altres espècies del gènere Botia. És un peix territorial, el qual crea el seu territori verticalment des del fons fins a la superfície i el defensa individualment emprant el cruiximent de les seues mandíbules.